# Suzanne Hovinder
Irene Susanne (Suzanne) Hovinder, född 25 juni 1944 i Växjö, är en svensk skådespelare.

## Filmografi
- 1965 – Sängen
- 1968 – Freddy klarar biffen
- 1970 – Skräcken har 1000 ögon
- 1970 – Mera ur Kärlekens språk
- 1970 – Kyrkoherden

## Teater

### Roller (ej komplett)
| År   | Roll            | Produktion                                                                  | Regi                | Teater      |
| ---- | --------------- | --------------------------------------------------------------------------- | ------------------- | ----------- |
| 1970 |                 | Inte just nu, älskling Ray Cooney och John Chapman                          | Hasse Ekman         | Intiman     |
| 1972 | Vickie Reynolds | Skulle det dyka upp fler lik är det bara å ringa (Busybody) Jack Popplewell | Stig Ossian Ericson | Riksteatern |
| 1979 |                 | Söndagsgäster Björn Runeborg                                                | Stig Ossian Ericson |             |